# 교살

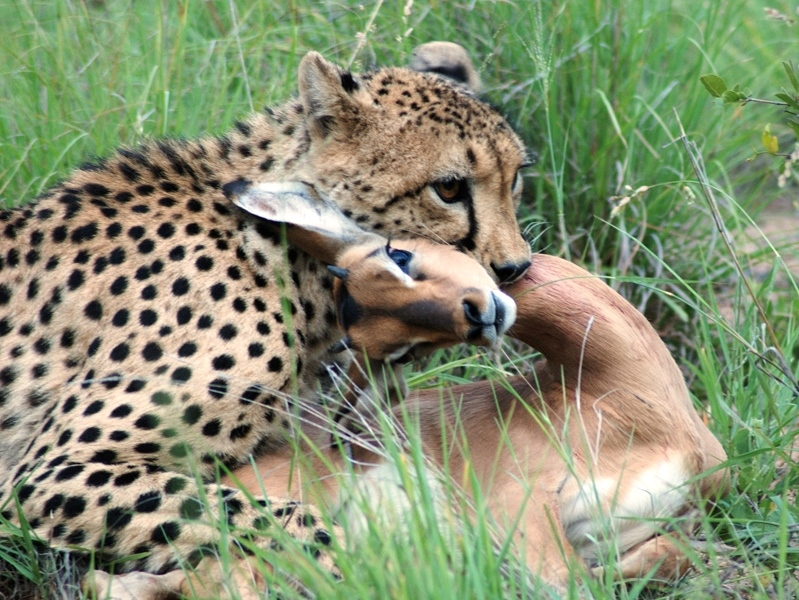
치타가 임팔라를 목졸라 죽이고 있다. 남아프리카의 팀바바티 게임 리저브에서.

교살(絞殺)은 끈등의 도구를 이용해 목을 졸라 죽이는 것을 말한다.    
교사(絞死)는 끈으로 목을 조르는 것으로, 자·타살이 모두 가능하다. 교살은 타인에 의한 교사를 말한다.

## 개요
손이나 끈 등의 물체를 이용하여 목을 압박, 질식에 이르러 사망하게 하는 것이다. 비슷한 용어로는 의사(縊死)가 있다. 교사는 끈으로 목을 조르는 것이고, 의사는 끈으로 목을 감고 몸무게로 조르는 경우, 즉 목을 매다는 경우를 의미한다.

## 교수형
교수형은 줄,끈 등을 이용해 목을 매달아 사망에 이르게 하는 형벌을 말한다. 동서양을 막론하고 오래 전부터 시행해 온 형벌이기도 하다.
한국에서는 1997년 마지막 사형을 집행했었다.

## 같이 보기
- 기절 놀이